# Nordmarksmyrarna
Nordmarksmyrarna este o arie protejată (arie specială de conservare — SAC, sit de importanță comunitară — SCI) din Suedia întinsă pe o suprafață de 243,1 ha, integral pe uscat.

## Localizare
Centrul sitului Nordmarksmyrarna este situat la coordonatele 59°50′20″N 14°03′25″E / 59.8389°N 14.057°E.

## Înființare
Situl Nordmarksmyrarna a fost declarat sit de importanță comunitară în ianuarie 2002 pentru a proteja 1 specie de plante. Situl a fost protejat și ca arie specială de conservare în martie 2011.

## Biodiversitate
Situată în ecoregiunea boreală, aria protejată conține 6 habitate naturale: Mlaștini turboase de tranziție și turbării mișcătoare, Taiga vestică, Mlaștini împădurite, Mlaștini alcaline, Lacuri și iazuri distrofice naturale, Turbării active.
La baza desemnării sitului se află o specie protejată de  plante: Hamatocaulis vernicosus.